# Pogorzela (gmina)
Pour les articles homonymes, voir Pogorzela.
Pogorzela est une gmina mixte du powiat de Gostyń, Grande-Pologne, dans le centre-ouest de la Pologne. Son siège est la ville de Pogorzela, qui se situe à environ 17 kilomètres au sud-est de Gostyń et 68 km au sud de la capitale régionale Poznań.
La gmina couvre une superficie de 96,47 km2 pour une population de 5 157 habitants en 2006.

## Géographie

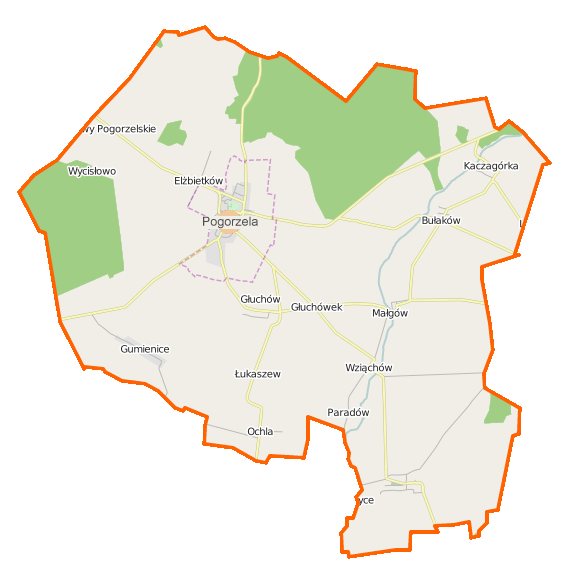
Plan de la gmina.

Outre la ville de Pogorzela, la gmina inclut les villages et les localités de :
- Bielawy Pogorzelskie
- Bułaków
- Elżbietków
- Głuchów
- Gumienice
- Kaczagórka
- Kromolice
- Łukaszew
- Małgów
- Ochla
- Paradów
- Wziąchów

### Gminy voisines
La gmina de Pogorzela est bordée des gminy de :
- Borek Wielkopolski
- Kobylin
- Koźmin Wielkopolski
- Krotoszyn
- Pępowo
- Piaski

## Structure du terrain
D'après les données de 2002 la superficie de la commune de Pogorzela est de 96,47 km2, répartis comme tel :
- terres agricoles : 76 %
- forêts : 17 %

La commune représente 11,9 % de la superficie du powiat.

## Démographie
Données du 30 juin 2004 :
| Description        | Total  | Total | Femmes | Femmes | Hommes | Hommes |
| ------------------ | ------ | ----- | ------ | ------ | ------ | ------ |
| Unité              | Nombre | %     | Nombre | %      | Nombre | %      |
| population         | 5 149  | 100   | 2 597  | 50,4   | 2 552  | 49,6   |
| Densité (hab./km²) | 53,4   | 53,4  | 26,9   | 26,9   | 26,5   | 26,5   |